# Leandro Borgo
Leandro Borgo – brazylijski zapaśnik. Zdobył brązowy medal igrzysk Ameryki Południowej w 2002 roku.